# Ken Foree
Ken Foree, född 29 februari 1948 i Indianapolis, är en amerikansk skådespelare, främst känd för sina roller inom skräckfilm.

## Filmografi (urval)
- 2012 - The Lords of Salem
- 2007 - Halloween
- 2005 - The Devil's Rejects
- 1996 - Tandläkaren
- 1990 - Mannen med läderansiktet - Texas Chainsaw Massacre III
- 1981 – MC-riddarna
- 1978 - Dawn of the Dead